# James Bond (serie di film)

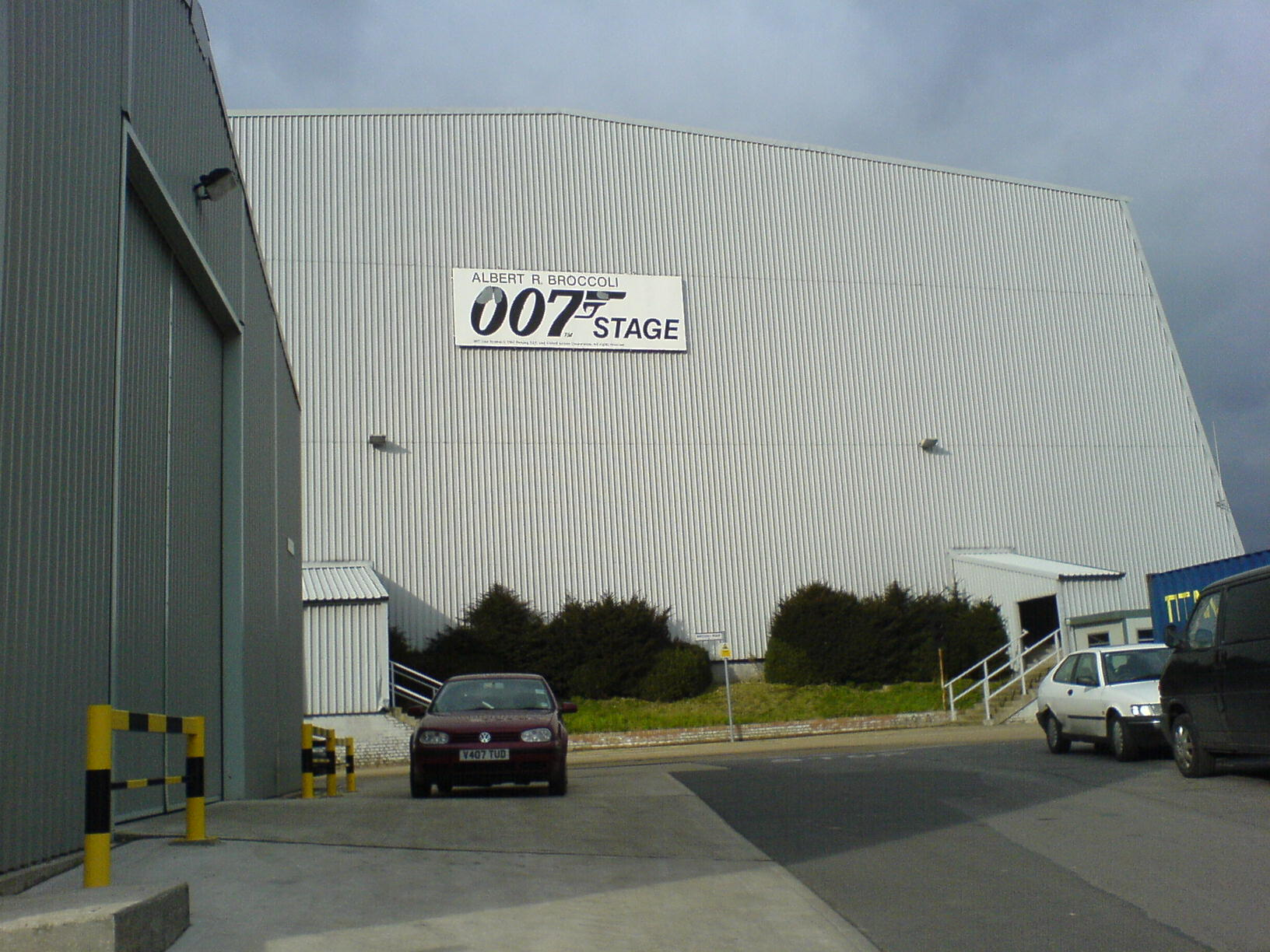
Lo 007 Stage ai Pinewood Studios, teatri di posa che hanno visto realizzati al loro interno la maggior parte dei film di James Bond

La serie di James Bond è una serie cinematografica di spionaggio di produzione anglo-statunitense ispirata dai romanzi dello scrittore Ian Fleming.
Il franchise è il più longevo tra quelli tuttora in attività e vanta anche il record per essere l'unica tra le serie "decennali" ad aver avuto nella sua storia una continuità di uscita delle pellicole (infatti la pausa maggiore è stata quella tra 007 - Vendetta privata e GoldenEye, che è durata sei anni e mezzo).
La serie ufficiale – prodotta dalla EON Productions dal 1962 al 2021, e da Amazon MGM Studios dal 2025 – è composta da 25 pellicole; esistono tuttavia tre pellicole fuori serie prodotte da altre società.

## Sviluppo

### 1954-1961:Climax!e i primi tentativi

La prima trasposizione assoluta di "Jimmy" Bond, interpretato da Barry Nelson, nell'episodio televisivo Casino Royale del 1954.

Il primo tentativo di trasferire in fiction la serie di libri di James Bond arrivò nel 1954, con la realizzazione del episodio Casino Royale, all'interno della serie antologica Climax!. Nei panni del personaggio, trasformato in questo caso nell'agente della CIA "Jimmy" Bond, c'era l'attore americano Barry Nelson. L'episodio venne regolarmente trasmesso il 21 ottobre di quell'anno, ottenendo un riscontro di audience in linea con gli altri episodi della serie. In seguito, Ian Fleming propose di realizzare una serie di 32 episodi, basati sul personaggio di Bond, ma il progetto non andò mai in porto. Tuttavia, non si perse d'animo e propose al regista e produttore Alexander Korda, di realizzare un adattamento da uno dei suoi romanzi di Bond,Vivi e lascia morire e Moonraker, ma Korda non si dimostrò interessato al progetto. Nel 1956 il produttore Albert R. Broccoli espresse l'interesse per adattare i romanzi di Fleming, tuttavia il suo socio Irving Allen non fu d'accordo.
Il 1º ottobre 1959 fu annunciato, agli appassionati, che Fleming avrebbe scritto una sceneggiatura per un film su Bond prodotto da Kevin McClory, alla cui stesura del copione avrebbe collaborato anche Jack Whittingham. Tuttavia anche stavolta il progetto non andò in porto, perché Alfred Hitchcock e Richard Burton (regista e interprete) abbandonarono il progetto, ed inoltre, McClory non riuscì a mettere da parte il budget necessario, facendo naufragare definitivamente il progetto.
Nel 1961, stavolta in collaborazione con Harry Saltzman, Broccoli comprò i diritti su tutti i libri di Fleming (eccetto Casino Royale). I produttori ebbero molte difficoltà a trovare uno studio cinematografico che accettasse la sfida, questo perché molti reputavano il film troppo "inglese" e troppo ardito, nei contenuti erotici, per un film d'azione: i produttori avevano infatti bisogno di 1 milione di dollari per realizzare l'opera, basandosi su Operazione tuono o Licenza di uccidere; alla fine raggiunsero un accordo con la United Artists nel luglio dello stesso anno. I due fondarono quindi la EON Productions e cominciarono la produzione scegliendo il romanzo Licenza di uccidere.

### 1962-1967: Sean Connery

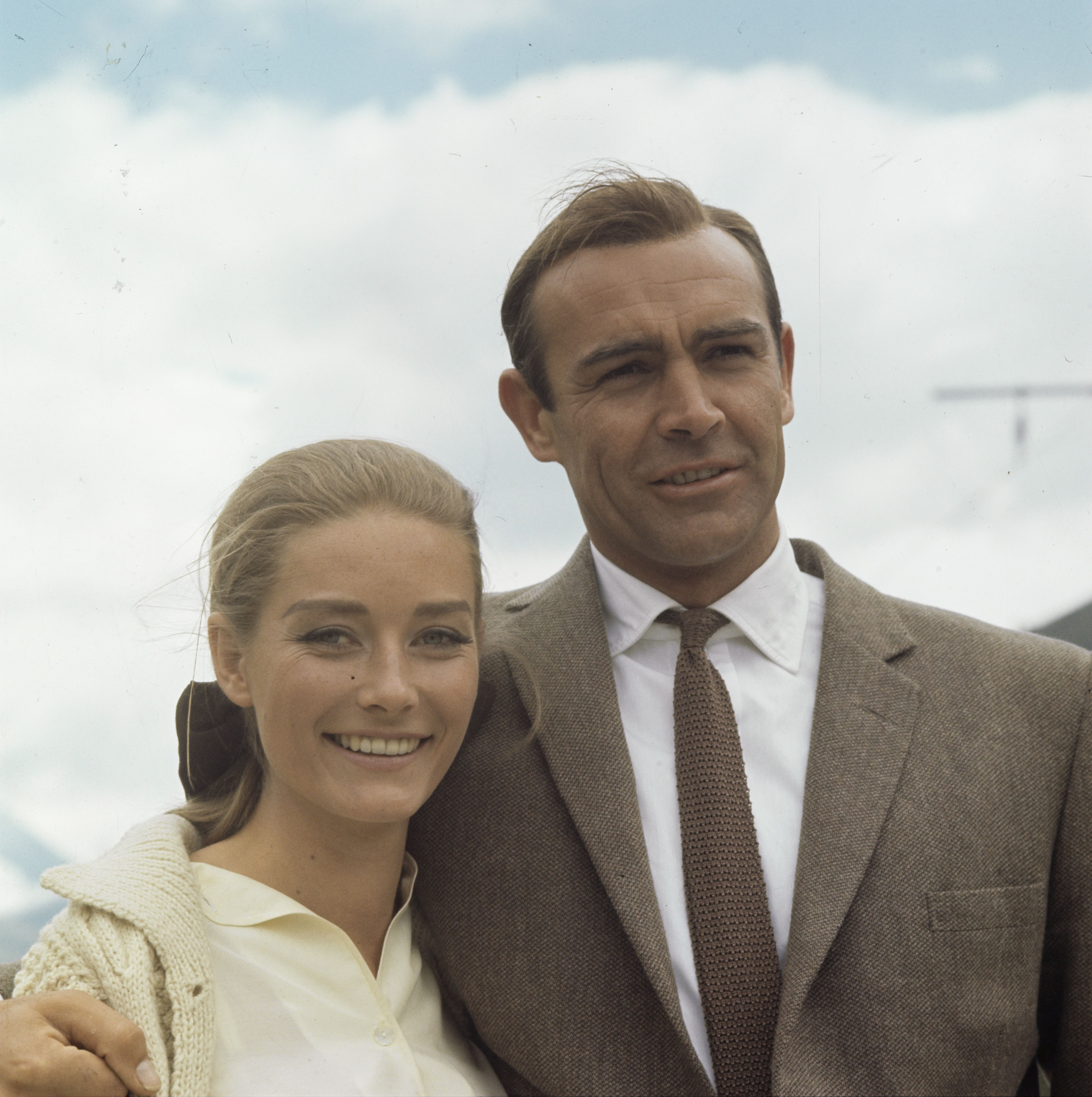
Tania Mallet, Bond girl, e Sean Connery, sul set di Agente 007 - Missione Goldfinger del 1964.

Fu indetto un concorso per trovare il "James Bond": di tutti i partecipanti vennero selezionati 6 finalisti che furono sottoposti a provino da Broccoli, Saltzman e Fleming. Il vincitore del concorso fu un modello ventottenne di nome Peter Anthony, che secondo Broccoli, aveva delle qualità che lo rendevano simile a Gregory Peck. Anthony fu sottoposto ad alcune prove aggiuntive, ma poi si rivelò completamente fuori ruolo e per questo venne escluso. Alla fine i produttori chiamarono uno dei 5 esclusi, uno scozzese di nome Sean Connery, il quale fu messo sotto contratto per ben cinque film, e in seguito per un altro ancora. Secondo alcune fonti, Connery fu suggerito a Saltzman dal suo amico Ben Fisz, Saltzman vide Connery in una delle sue poche precedenti interpretazioni e si convinse. Secondo altre fonti, Broccoli fu il primo a vedere Connery in un altro precedente lavoro del 1959. Connery aveva un curriculum di poco valore, anche per via della giovane età, e fino ad allora aveva lavorato come lattaio, camionista, muratore e guardia del corpo, prima di darsi al mondo dello spettacolo, partecipando come comparsa nel musical South Pacific nel 1950. A posteriori si può affermare che, Sean Connery fu il primo ed anche il più iconico interprete del famoso agente 007 James Bond.
Broccoli e Fleming si trovavano bene con Connery, ma lo accettarono in pieno solo dopo il rifiuto di Richard Johnson, James Mason, Rex Harrison, David Niven, Trevor Howard, Patrick McGoohan e Cary Grant. Il ruolo del Dr. No fu assegnato a Joseph Wiseman, che aveva recitato in un ruolo simile in un episodio della serie Ai confini della realtà, dopo che Noël Coward, Christopher Lee e Max von Sydow furono considerati per la parte. Per la parte della Bond girl fu scritturata Ursula Andress, sulla base di una fotografia che Terence Young mostrò ai produttori. Agente 007 - Licenza di uccidere ebbe molto successo, ma ricevette recensioni contrastanti da parte della critica.
Per il successivo A 007, dalla Russia con amore i produttori raddoppiarono il budget e girarono molte scene in Europa, con gran parte della troupe del primo film, che tornò anche nel sequel. Il film è il primo con un prologo prima dei titoli di testa, e anche il primo in cui compare il personaggio di Q, interpretato da qui in poi da Desmond Llewelyn. La scena finale del confronto tra Bond e Donald Grant (Robert Shaw) fu girata a bordo dell'Orient Express. Il film ebbe molto successo e qualche critica (che lo considerava solo un "film fatto solo di calci"), tuttavia Bosley Crowther raccomandò ai suoi lettori di "non perderselo" e fu citato anche dal presidente John F. Kennedy come uno dei suoi 10 film preferiti.
Per Agente 007 - Missione Goldfinger, Guy Hamilton sostituì in regia Terence Young, conferendo un maggiore humour al personaggio di Bond. Per il ruolo importante di Pussy Galore, Honor Blackman dovette abbandonare il ruolo in un telefilm. Per Auric Goldfinger fu preso in considerazione Theodore Bikel, ma alla fine il ruolo andò a Gert Fröbe, un attore noto in Europa; inoltre la voce di Bikel aveva un forte accento e sarebbe stato necessario doppiarla. Goldfinger ebbe un enorme successo, infatti è il film rimasto maggiormente impresso nella cultura popolare. La scena in cui Bond sta per essere tagliato in due con il laser e le celebri battute entrarono nell'immaginario collettivo:
BOND: Si aspetta che io parli?
GOLDFINGER: No, mi aspetto che lei muoia!
 La première nel Regno Unito creò una piccola rissa per accaparrarsi i biglietti. In America stabilì il record del più grosso incasso in breve tempo. Il film vinse anche il premio Oscar per i migliori effetti sonori. Ian Fleming morì prima di riuscire a vedere l'opera finita.
La produzione del quarto film, Agente 007 - Thunderball (Operazione tuono), fu ritardata da dispute legali. Il film infatti doveva essere il primo della serie, ma l'autore della sceneggiatura, Kevin McClory, citò in giudizio Fleming perché questi aveva scritto un romanzo di Bond basato sulla sceneggiatura senza ottenerne il consenso. McClory vinse la causa per i diritti cinematografici e ottenne di coprodurre il film, tuttavia venne presto estromesso dalla produzione (e per questo anni dopo realizzerà Mai dire mai). Oltre a Connery, al film prese parte Claudine Auger, ex miss Francia, che batté la concorrenza delle più quotate Raquel Welch, Julie Christie e Faye Dunaway e che fu scelta dai produttori per conquistare quote di pubblico sul mercato europeo. Per lo stesso motivo la parte dell'antagonista Emilio Largo venne affidata all'attore italiano Adolfo Celi.. Fu durante questo film che Connery incominciò ad avere dei dubbi sul personaggio di 007, temendo di diventarne schiavo e di non riuscire più a liberarsene. Il film ebbe un successo planetario, incassando 141 milioni di dollari, corrispondenti a quasi un miliardo di dollari attuali, ed è tuttora il film di Bond con il maggiore incasso (calcolando l'inflazione).
Nel quinto film, Agente 007 - Si vive solo due volte, Bond per la prima volta si scontra con il suo arcinemico Ernst Stavro Blofeld (interpretato da Donald Pleasence). Il titolo deriva da un haiku scritto da Fleming nel libro da cui deriva il film, You only live twice/Once when you're born/And once when you look death in the face. I film di Bond avevano riscosso un grande successo in Giappone e quando la troupe arrivò sul posto ci furono diversi problemi dovuti al desiderio dei fan di conoscere i protagonisti. Connery, comunque, già durante le riprese aveva deciso di abbandonare la serie e nella sua interpretazione è ravvisabile un calo di entusiasmo rispetto al film precedente. Si vive solo due volte è stato il primo film in cui gli scritti di Fleming sono stati pesantemente revisionati, cosa che nei film successivi dell'era di Roger Moore avverrà sempre più spesso, nonostante ciò il film ebbe molto successo. Dopo l'uscita Connery annunciò che non avrebbe più interpretato il personaggio che lo aveva reso celebre, tuttavia i produttori non vollero abbandonare il franchise e optarono per un cambio di attore.

### 1969: George Lazenby

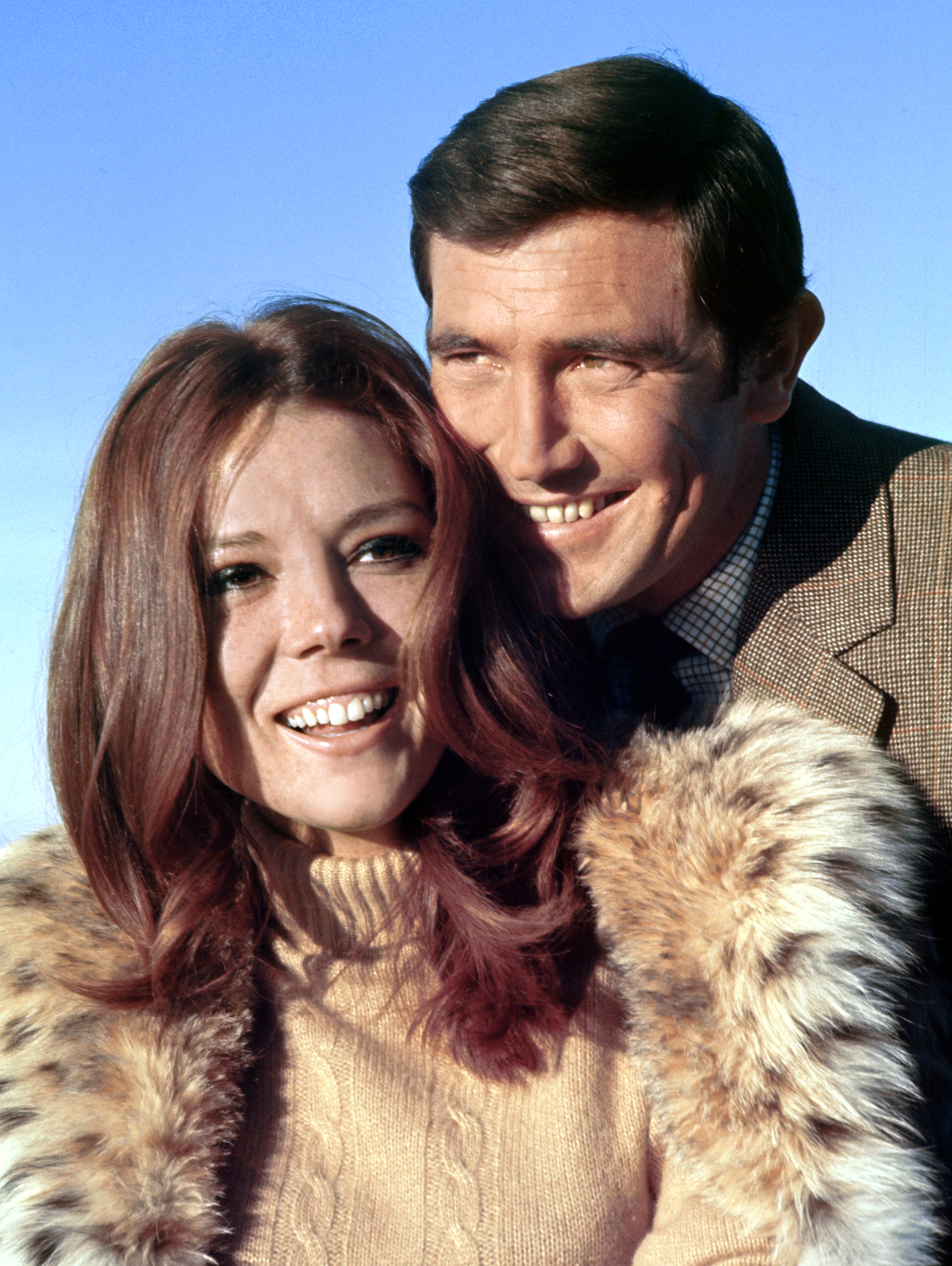
Da destra: George Lazenby e la Bond girl Diana Rigg sul set di Agente 007 - Al servizio segreto di Sua Maestà (1969).

Il modello australiano George Lazenby diventò il nuovo 007 in Agente 007 - Al servizio segreto di Sua Maestà (1969). Timothy Dalton (anch'egli futuro James Bond negli anni ottanta) fu contattato per primo ma rifiutò, ritenendo di essere troppo giovane per la parte. Lazenby aveva un curriculum piuttosto esiguo all'epoca del film, realizzando come apice della sua carriera una celebre campagna pubblicitaria per una azienda produttrice di cioccolato. Nonostante la sua scarsa esperienza, il suo provino fu considerato molto soddisfacente dai produttori e dal regista e gli fu offerto un contratto per 7 film. Lazenby tuttavia (convinto dal suo agente che riteneva il personaggio di Bond prossimo al tramonto) accettò un contratto per un solo film.
Il film ebbe molto successo ma le recensioni su Lazenby furono subito negative, dovute soprattutto al paragone con il "mostro sacro" Connery (e in seguito con il simpatico Roger Moore).

### 1971: il ritorno di Connery
In seguito alle recensioni negative Lazenby non prese parte ad Agente 007 - Una cascata di diamanti nel 1971, i produttori scelsero di tornare a un intreccio narrativo simile a quello di Missione Goldfinger e per questo richiamarono il regista Guy Hamilton. Per il ruolo di Bond fu chiamato John Gavin, ma i produttori scelsero di tentare anche con Connery. L'ipotesi di John Gavin sfumò immediatamente quando, dopo una trattativa abbastanza lunga, Connery cedette di fronte a delle condizioni contrattuali da record: 1,25 milioni di dollari più il 12,5% degli incassi e un bonus di 145.000 dollari per ogni settimana di lavoro oltre la 18ª.
Scrivere una trama era particolarmente difficile poiché la serie di film si era discostata dai romanzi di Fleming. Al servizio segreto di sua maestà doveva essere realizzato prima di Si vive solo due volte perché in Si vive solo due volte Bond cercava di vendicare la morte della moglie avvenuta nel finale di Al servizio segreto di sua maestà, tuttavia i produttori scelsero di realizzare prima Si vive solo due volte cambiandone radicalmente la trama e poi Al servizio segreto di sua maestà, quindi un seguito diretto era impossibile. Inizialmente i produttori pensarono di far tornare il personaggio di Goldfinger ma l'idea fu presto abbandonata per inserire nuovamente il personaggio di Bloefeld (interpretato stavolta da Charles Gray, che ironicamente in Si vive solo due volte, interpretava un amico e alleato del protagonista). Dopo questo lavoro Connery dirà nuovamente addio alla serie, ma ancora una volta tornerà sui suoi passi per interpretare il film fuori serie Agente 007 - Mai dire mai.

### 1973-1985: Roger Moore
Dopo l'enorme successo di Agente 007 - Una cascata di diamanti, agli inizi del 1972, il problema fondamentale della produzione era ovviamente quello di trovare un nuovo James Bond, il rischio di ripetere le recensioni negative di Lazenby era elevato e i produttori furono più cauti sottoponendo a provino Jeremy Brett, Michael Billington e Julian Glover (che in seguito interpreterà Aristotle Kristatos in Solo per i tuoi occhi). Alla fine venne scelto il quarantacinquenne Roger Moore per interpretare il successivo film della serie: Agente 007 - Vivi e lascia morire (1973). Moore diventerà l'attore che interpreterà Bond per il maggior numero di volte (7). A differenza di Lazenby, che fu costretto a imitare in tutto e per tutto Connery, a Moore fu permesso di cambiare il personaggio dandone un'interpretazione più ironica, ma facendosi ugualmente apprezzare dai fan. Il risultato fu un enorme successo (oltre 160 milioni di dollari, corrispondenti a oltre 750 milioni attuali) che tuttora rimane al terzo posto tra i film della serie con i maggiori incassi, questo confermò Moore nel suo ruolo per il film successivo che fu distribuito già l'anno seguente.
Agente 007 - L'uomo dalla pistola d'oro ebbe molto successo e ottenne un incasso di 97.000.000 (oltre 400 milioni attuali), poco più della metà del precedente lavoro, nonostante i produttori avessero deciso di accontentare i fan riammettendo il personaggio di Q escluso nella precedente pellicola. L'incasso fu alto ma inferiore alle aspettative, ma questo non dissuase Broccoli dall'andare avanti con la serie in collaborazione con Moore.
Nel 1975 una grave crisi finanziaria colpì le attività di Harry Saltzman, che per pagare i debiti fu costretto a vendere il suo 50% del franchise ad Albert Broccoli per 20 milioni di sterline; in questo modo Broccoli divenne il solo e unico proprietario dei diritti cinematografici di James Bond.

Roger Moore nel 1981 a Cortina d'Ampezzo per le riprese esterne di Solo per i tuoi occhi.

La spia che mi amava vide la luce solo nel 1977, tre anni dopo l'uscita dell'ultimo film. Broccoli, nel frattempo diventato produttore unico della serie, scelse di rischiare molto raddoppiando il budget per il film portandolo a 14 milioni di dollari (gli ultimi 4 film erano costati 7 milioni ciascuno) e battendo il record degli 11 milioni stanziati per Thunderball. Il film fu il primo ad avere una trama completamente originale e non derivata dalle opere di Fleming, tuttavia Broccoli ottenne il permesso per dare comunque al film il titolo di un romanzo di Fleming: infatti lo scrittore aveva pubblicato un romanzo dal titolo La spia che mi amava già nel 1961, che tuttavia non aveva nulla a che vedere con il film. Il risultato fu un enorme successo, con oltre 180 milioni di incasso (oltre 600 milioni attuali); in regia si segna il ritorno dopo 10 anni di Lewis Gilbert, dopo tre regie consecutive di Guy Hamilton.
Nel 1979 Moore aveva già conquistato gli appassionati della serie con la sua interpretazione, pertanto la sua riconferma per girare Moonraker - Operazione spazio fu scontata, fu inoltre confermato anche Gilbert in regia. Questa pellicola è l'ultima (fino a Casino Royale del 2006) a portare un titolo tratto da un libro di Fleming. Infatti i successivi Solo per i tuoi occhi e Octopussy - Operazione piovra usarono titoli di brevi racconti contenuti in antologie (discostandosi abbastanza dalle trame). Per questo film Broccoli moltiplicò nuovamente il budget e gli incassi e il grande successo lo premiò: per la prima volta si superò la soglia dei 200 milioni di dollari, anche se questo risultato fu dovuto principalmente alla grande inflazione di quegli anni; infatti, in termini odierni, l'incasso ammonterebbe a quasi 600 milioni, leggermente inferiore al precedente, ma fu comunque un enorme risultato.
Roger Moore cominciò a valutare la possibilità di passare il testimone dopo Solo per i tuoi occhi, in questo film si segna l'esordio in regia nella serie di John Glen, che dirigerà anche i successivi quattro film stabilendo il primato di cinque pellicole dirette. James Brolin, Oliver Tobias, Timothy Dalton e Michael Billington furono sottoposti a un provino per la parte e già si pensava a un avvicendamento nel ruolo del protagonista. D'un tratto giunse la notizia che Kevin McClory, dopo anni d'attesa, avrebbe realizzato il suo Thunderball, che gli fu tolto dalle mani da Broccoli e Saltzman nel 1965; inizialmente Broccoli non si preoccupò molto di questa notizia, convinto che il suo Bond sarebbe stato indubbiamente riconosciuto come quello ufficiale. Le cose cambiarono quando fu annunciato il nome del protagonista della pellicola rivale: Sean Connery e il titolo provocatoriamente scelto: Mai dire mai. Broccoli e Connery ebbero diversi scontri a causa di questa scelta dell'attore scozzese di recitare nel film "rivale", a quel punto Broccoli non aveva altra scelta che contrapporre al leggendario Bond di Connery la figura forte dell'ormai consolidato Bond di Moore, visto che un nuovo interprete avrebbe sicuramente portato il pubblico a immedesimarsi più nel film di Connery. Mai dire mai costò 36 milioni contro i 27 di Octopussy - Operazione piovra, e inizialmente era previsto che i due film dovessero uscire entrambi a giugno; in seguito però i produttori di Mai dire mai posticiparono a ottobre la distribuzione della loro pellicola (a causa della quasi contemporanea uscita di Guerre stellari - Il ritorno dello Jedi), pertanto i due film non vedranno mai un vero testa a testa e godranno entrambi di un enorme successo. A conti fatti gli incassi sono quasi pari, con una leggera prevalenza per il film della EON, con Moore, che pertanto può dirsi vincitore.
In seguito al successo sul rivale Connery, Roger Moore scelse d'interpretare ancora una volta il personaggio di James Bond nel film 007 - Bersaglio mobile del 1985. Il film non fu un grande successo e incassò meno dei precedenti. Moore ha più volte dichiarato di non amare questo suo settimo film della saga, a causa della sua violenza. Si tratta anche dell'ultimo film con Lois Maxwell nei panni di Miss Moneypenny, unica a essere presente in tutti i film della serie fino a quel momento.

### 1987-1989: Timothy Dalton
L'attore gallese Timothy Dalton era già stato considerato per il ruolo di Bond fin dal 1968 per sostituire Sean Connery, ma aveva all'epoca rifiutato poiché, ventiquattrenne, si sentiva troppo giovane. Nel 1981, dopo Solo per i tuoi occhi, Moore sembrava intenzionato ad abbandonare il personaggio e Dalton fu nuovamente contattato, ma anche questa trattativa non si concluse dato che i produttori scelsero di puntare ancora su Moore.

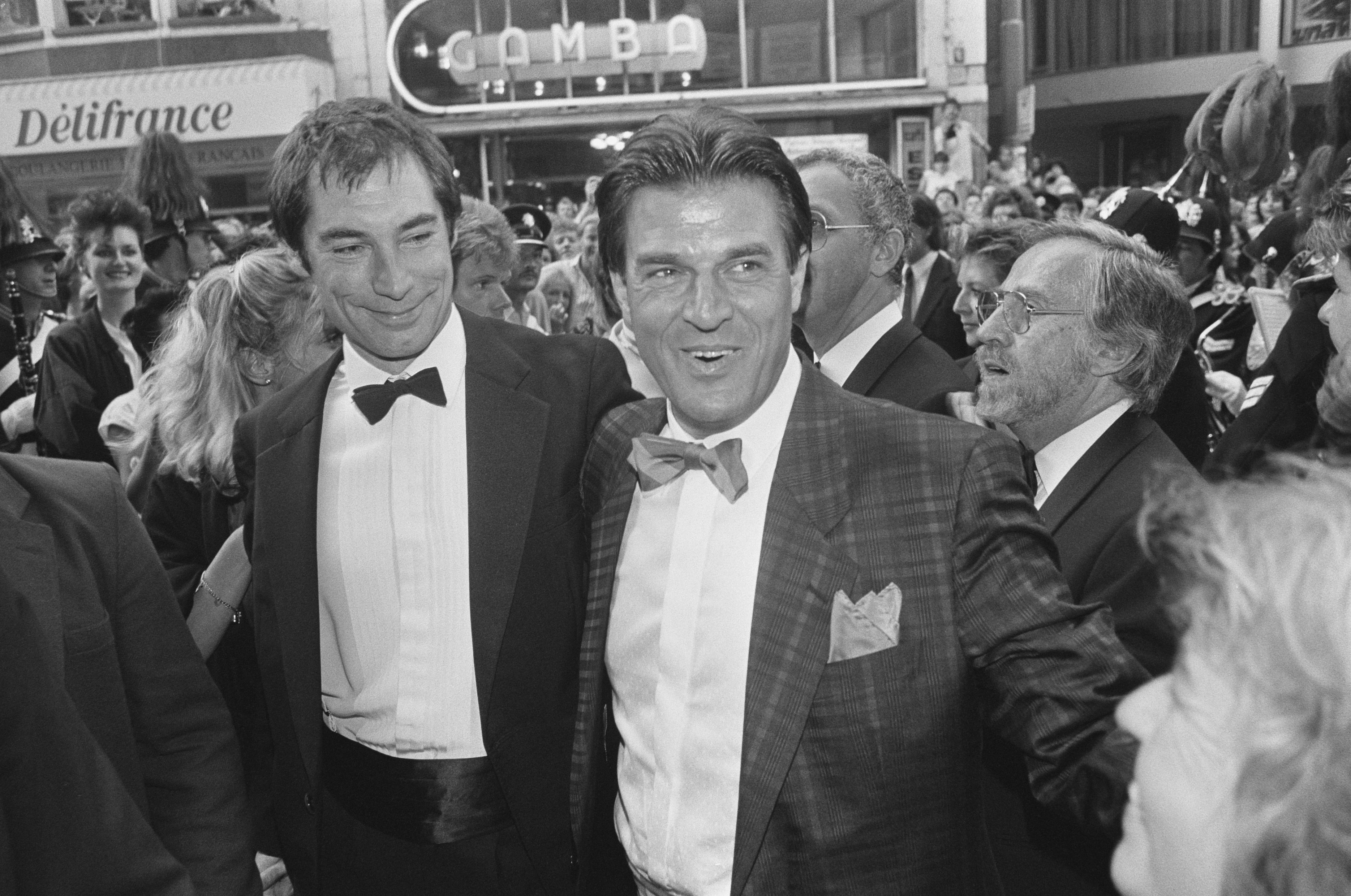
Da sinistra: Timothy Dalton e il villain Jeroen Krabbé all'anteprima di 007 - Zona pericolo al Teatro Tuschinski di Amsterdam (1987).

Dalton ricevette nuovamente la proposta nel 1985, dopo il definitivo addio di Moore, ma rifiutò per via del fatto che le date di produzione coincidevano con quelle del film Brenda Starr l'avventura in prima pagina (che comunque vedrà la luce solo nel 1989 per problemi di distribuzione). Tra i candidati c'era anche un giovane Pierce Brosnan, che fece molta impressione sui produttori e che fu selezionato per il ruolo, ma l'attore fu costretto ad abbandonare l'idea quando la serie televisiva di cui era protagonista e che l'aveva fatto conoscere al grande pubblico, Mai dire sì, fu inaspettatamente rimessa in produzione dopo una prima cancellazione. Diversi attori furono sottoposti a un provino, tra cui Sam Neill e Lewis Collins, ma si perse parecchio tempo e non si trovò un interprete soddisfacente, quindi i produttori comunicarono a Dalton di essere disponibili ad aspettare la conclusione del suo precedente impegno per incominciare a girare il film. Dalton accettò, diventando il quarto attore a interpretare James Bond. Il nuovo interprete decise di tornare alle origini, ai libri di Ian Fleming da cui tutto cominciò: difatti, pur ricalcando il mix di azione e ironia portato avanti dai suoi predecessori, Dalton diede al personaggio di Bond una caratterizzazione più seria, avvicinandosi alla concezione originale della spia immaginata dallo scrittore.
007 - Zona pericolo uscì nel 1987 e il pubblico non ebbe problemi nell'accettare Dalton, ma le recensioni del film furono discordanti e gli incassi ne risentirono pesantemente, facendo di questo film il peggior incasso della serie (in realtà gli incassi furono di poco superiori a quelli del precedente, ma solo grazie a un rincaro del biglietto, infatti il numero di spettatori fu inferiore).
Due anni dopo vedrà la luce 007 - Vendetta privata, che nonostante avesse battuto molti record d'incasso della stagione, stabilì il primato di peggior incasso della serie (superando Zona Pericolo). In Italia il film venne chiamato Vendetta privata per evitare confusione perché il titolo in inglese License to Kill tradotto significa Licenza di uccidere, titolo già dato al primo film (che in versione originale si chiama Dr. No). Si tratta anche dell'ultimo film diretto da John Glen dopo cinque regie consecutive. Per risparmiare sui costi di produzione, inoltre, la EON Productions scelse di girare Vendetta privata in Messico anziché negli abituali Pinewood Studios del Regno Unito. In questo capitolo la vicinanza al personaggio letterario si fa più marcata: la trama del film è molto più realistica delle precedenti e ha un tono nettamente più cupo e violento, al punto che la British Board of Film Classification chiese di eliminare alcune scene. Si tratta del primo film della serie a non portare il titolo né di un romanzo né di un racconto scritti da Fleming. Nonostante il titolo completamente originale, la storia venne scritta prendendo spunto da alcune parti del racconto La rarità Hildebrand del libro Solo per i tuoi occhi.
Sempre nel 1989 ebbe inizio una lunga e complessa battaglia legale sui diritti della serie che bloccò la produzione dei film. L'inizio della produzione del 17º capitolo di Bond era infatti previsto per il maggio del 1990 e la sua distribuzione per la fine dell'anno seguente, ma in seguito ai problemi legali venne fatta inizialmente slittare al 1994; in un'intervista del 1993 Dalton affermò di essere pronto a interpretare nuovamente Bond in un film scritto da Michael France, che doveva entrare in produzione nel gennaio o febbraio dell'anno seguente. Tuttavia il progetto non andò mai in porto, sicché nell'aprile dello stesso anno Dalton, frustrato dai continui rinvii, sfruttò una clausola del suo contratto per dire addio ufficialmente al personaggio.

### 1995-2002: Pierce Brosnan

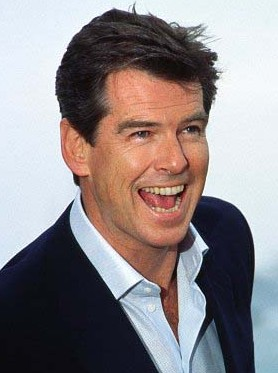
Pierce Brosnan nel 2002.

Per sostituire Dalton i produttori chiamarono Pierce Brosnan, che era già stato chiamato a sostituire Roger Moore nel 1985 ma che in seguito aveva dovuto rinunciare per un precedente impegno con la serie televisiva Mai dire sì. La serie in cui lavorava Brosnan fu definitivamente cancellata nel 1987 e nel periodo successivo l'attore lavorò poco a causa del cancro contratto dalla moglie Cassandra Harris (a sua volta Bond girl in Solo per i tuoi occhi), che la porterà alla morte nel 1991. Nonostante i gravi drammi familiari Brosnan nel 1994 si disse pronto a interpretare il personaggio, affermando che il primo film visto nella sua vita fu Goldfinger e proprio l'interpretazione di Connery in quella pellicola lo convinse a entrare nel mondo dello spettacolo.
Tra i quattro precedenti attori solo Moore era inglese, mentre Connery era scozzese, Lazenby australiano e Dalton gallese. Tuttavia in tutti questi casi il problema dell'origine geografica dell'attore venne trattato in modo solo marginale dai media; non fu così nel caso di Brosnan che a causa della sua origine irlandese fu costretto a fronteggiare alcune lamentele e alcune critiche (alcuni cominciarono a chiamarlo "James O'Bond"). Per andare incontro ai cambiamenti che il mondo aveva affrontato, il Bond di fine XX secolo smise di fumare e cominciò a vestire con capi italiani firmati Brioni; inoltre il crollo dell'Unione Sovietica costrinse a cambiare l'identità del "nemico", visto che nelle precedenti pellicole il nemico per eccellenza erano proprio i russi. Venne inoltre cambiato il ruolo di M, affidato a una donna (l'attrice Judi Dench).
Molte voci autorevoli dell'industria cinematografica reputavano inutile un ritorno di Bond, in quanto considerato una "icona del passato" troppo legata alla guerra fredda e difficilmente inseribile in un contesto moderno e globalizzato, inoltre le ultime tre pellicole avevano registrato incassi mediocri e al di sotto delle attese. Nonostante i pareri discordanti GoldenEye fu prodotto e distribuito, ottenendo un grandissimo successo e recensioni estremamente positive per come il personaggio era stato adattato e riproposto in un contesto più moderno.
Dopo il trionfo di GoldenEye e di Brosnan, capace di riunire nel personaggio le particolarità di tutti e quattro i suoi predecessori, le pressioni per un nuovo film della serie si fecero sempre più insistenti, e nel 1997 venne distribuito Il domani non muore mai. Il film costò la cifra enorme di 110 milioni di dollari, ma i produttori furono ricompensati da un incasso che andò oltre il quadruplo della spesa, confermando Brosnan e aprendo la strada a un nuovo capitolo della serie.
Brosnan recitò in altri due film: Il mondo non basta (1999) e La morte può attendere (2002) e in un videogioco. Entrambi ottennero un successo in linea con i precedenti, ma l'ultimo film ottenne critiche non positive per via della trama altamente inverosimile. Per ragioni di anagrafe Brosnan non poté più interpretare Bond, perché i produttori intendevano fare un reboot della serie e avevano bisogno di un attore più giovane.

### 2006-2021: Daniel Craig
In seguito al successo di GoldenEye, Kevin McClory tentò nuovamente di sfruttare la sua parte sui diritti per produrre un film indipendente sul personaggio di James Bond. Il film progettato da McClory doveva chiamarsi Warhead 2000 e doveva essere interpretato da Liam Neeson o Timothy Dalton (nel ruolo del protagonista), scritto e diretto dalla celebre coppia di film d'azione Roland Emmerich e Dean Devlin; il produttore del film doveva essere la Sony Pictures. La MGM intentò una causa per 25 milioni contro la Sony e in tribunale McClory chiese tre miliardi di dollari di diritti d'autore sul personaggio di Bond. Dopo un'aspra battaglia legale la Sony diede forfait e McClory rinunciò alle pretese: in cambio la MGM pagò dieci milioni di dollari per i diritti sul romanzo Casino Royale (in possesso della Sony da quando questa acquistò la casa produttrice che aveva realizzato Climax!, anni prima).

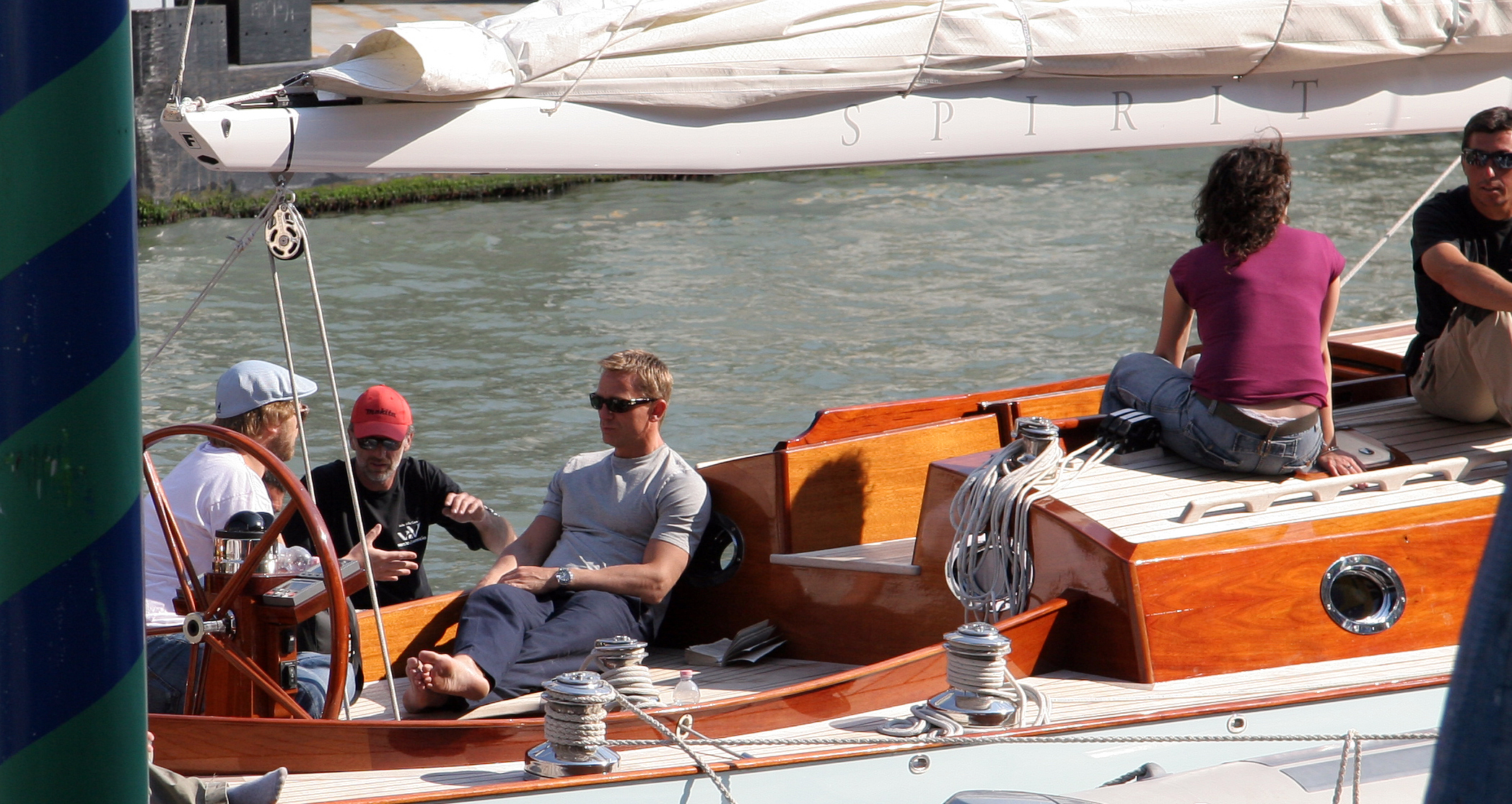
Daniel Craig (al centro) nel 2006 a Venezia per le riprese esterne di Casino Royale.

Per tutto il 2004 molte notizie contrastanti su un'eventuale permanenza di Brosnan si susseguirono, ma nel febbraio del 2005 lo stesso attore dichiarò che avrebbe lasciato il personaggio. Per trovare il nuovo Bond furono contattati oltre duecento attori tra cui molti nomi celebri, tra questi Eric Bana, Hugh Jackman, James Purefoy, Goran Višnjić, Julian McMahon, Gerard Butler e Clive Owen. Proprio Clive Owen sembrava il grande favorito per essere il nuovo James Bond.
Nel maggio del 2005 Daniel Craig annunciò che la EON gli aveva promesso il ruolo, ma la casa di produzione in seguito negò di avere già stipulato un contratto. In seguito Craig precisò che i produttori gli avevano offerto il ruolo, ma lui aveva deciso di non accettare fino a quando non avesse avuto per le mani una sceneggiatura da leggere.
Dal mese di agosto il nome di Daniel Craig superò quello di Clive Owen come grande favorito per il ruolo, scatenando non poche proteste; il 14 ottobre 2005, data dell'ufficializzazione dell'ingaggio di Craig, alcuni siti e comitati di protesta cominciarono a invitare al boicottaggio della pellicola.
Nonostante questo Casino Royale fu un grande successo sia di pubblico sia di critica, grazie anche all'idea di portare avanti un reboot della serie (seguendo l'esempio di Batman Begins) che cambiò profondamente il personaggio. Il James Bond di Daniel Craig si discostò nettamente dalle interpretazioni dei decenni passati, mostrando uno 007 giovane, rude, cupo e violento, a tratti ancora inesperto, in linea con il personaggio letterario e con l'idea originale di Fleming. Casino Royale venne in parte criticato per la sua eccessiva violenza, tant'è che per evitare la censura, molte scene vennero tagliate; tuttavia le critiche furono molto favorevoli, e anche gli incassi andarono a gonfie vele: su un budget di 150 milioni di dollari, il film incassò il quadruplo arrivando a 600 milioni, divenendo all'epoca il più grande incasso della serie di James Bond.

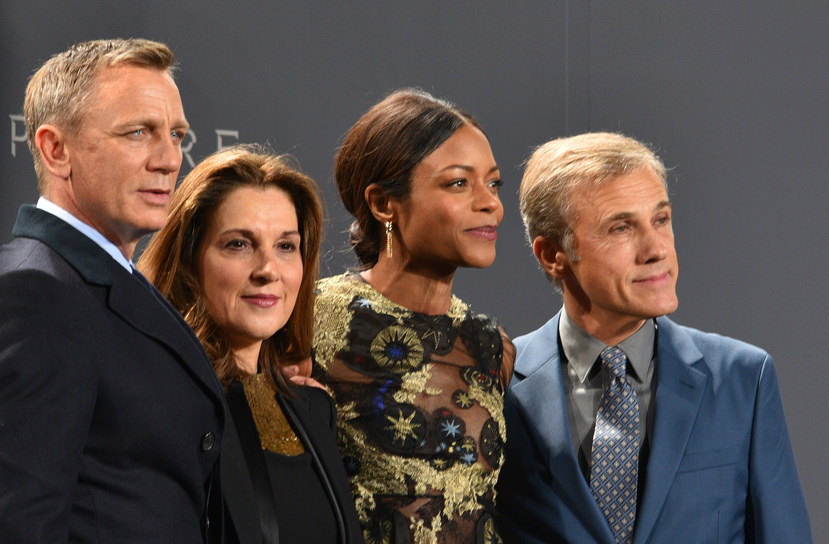
Da sinistra: Craig, la produttrice Barbara Broccoli, l'ally Naomie Harris e il villain Christoph Waltz nel 2015 all'anteprima berlinese di Spectre.

Craig fu così confermato anche per interpretare il seguito Quantum of Solace. Uscito nelle sale nell'ottobre del 2008 e girato tra il Regno Unito e l'Italia, ebbe nel cast una Bond girl speciale, Olga Kurylenko, dai tratti molto differenti rispetto alle precedenti. Nonostante critiche discordanti tra loro, anche stavolta al botteghino fu un grande successo, quasi pari al predecessore, con un incasso globale di 586 milioni di dollari, quasi triplicando il budget iniziale di 200 milioni di dollari. Michael G.Wilson, produttore della serie di James Bond, parlò quindi del seguito di Quantum of Solace a IGN, rivelando che nelle intenzioni iniziali il film avrebbe dovuto avere un seguito nel 2011.
L'idea della EON era di incominciare il lavoro sulla sceneggiatura del futuro film già nel gennaio del 2009 per assicurarsi che il film potesse uscire nel 2011, mentre la MGM sperava che il film potesse uscire già per la fine del 2010, ma la produzione del 22º film stressò molto Michael G. Wilson che volle prendersi un periodo di riposo. Venne presto confermato che il regista di Quantum of Solace, Marc Forster, non sarebbe tornato per dirigere il nuovo capitolo.
Wilson accennò anche a chi sarebbe potuto tornare nel film, che come nel caso di Quantum of Solace nei confronti di Casino Royale, sarebbe stato un sequel del precedente. Wilson disse che Jeffrey Wright sarebbe dovuto tornare nei panni dell'agente della CIA Felix Leiter (notizia poi smentita), mentre fu assicurata la presenza di Judi Dench, nel ruolo di M. La sfida, anche questa volta, fu rispettare la "continuità della serie", una vera novità per un franchise che fino a qualche anno prima realizzava solo episodi slegati l'uno dall'altro:

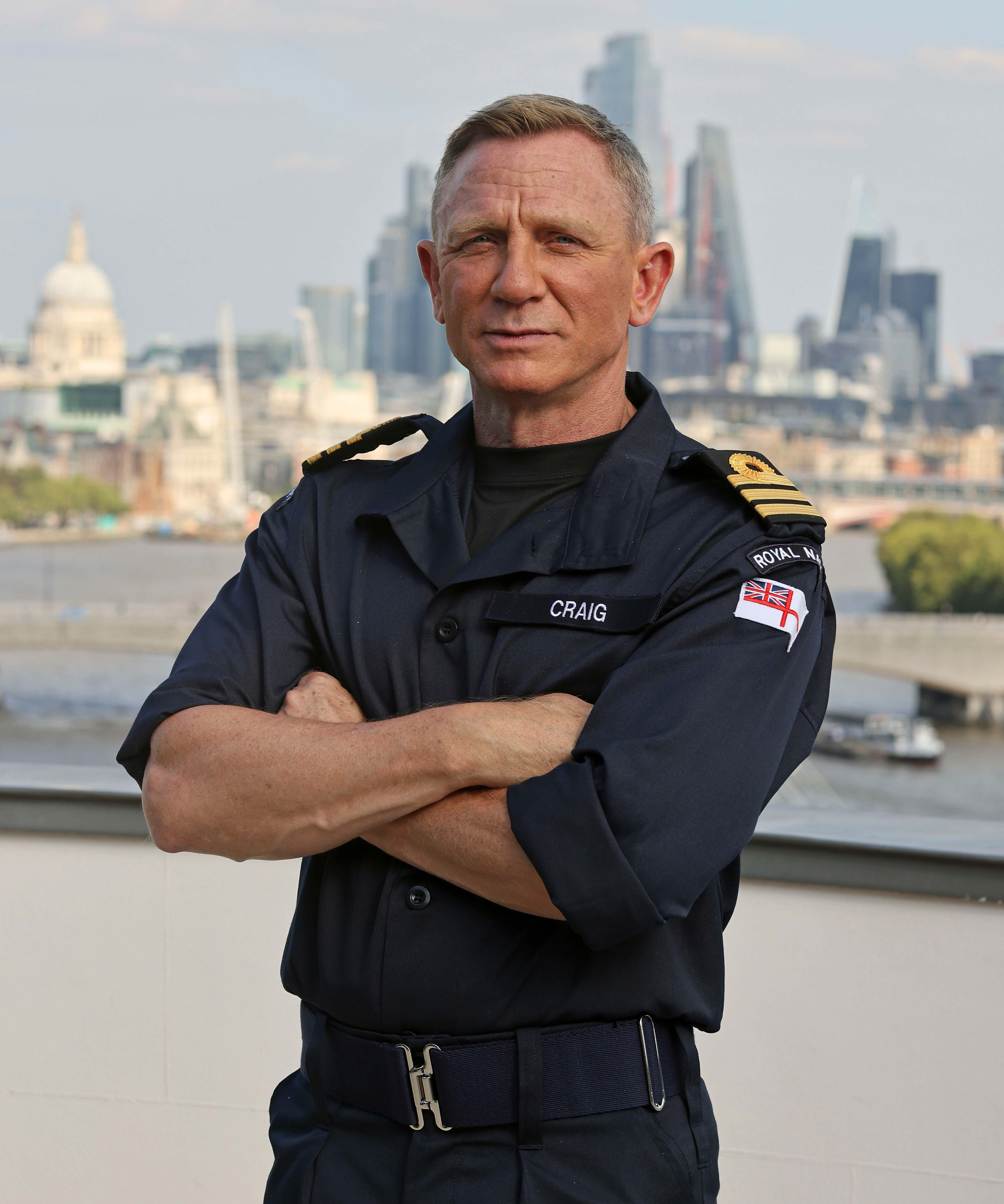
Craig, divenuto lo 007 più longevo della serie (2006-2021), viene omaggiato col titolo di comandante onorario della marina britannica, in linea col grado di Bond sullo schermo.

Nel 2010 la produzione del 23° film di 007 fu sospesa a tempo indeterminato per via dei problemi finanziari della MGM; questa notizia fu presto confermata dalla dirigenza dell'azienda e fece temere un addio alla serie. Nel dicembre 2010 la MGM uscì dai suoi problemi finanziari e l'11 gennaio 2011 la famiglia Broccoli e la MGM annunciarono che la produzione era ripartita; venne inoltre comunicato che Sam Mendes si sarebbe occupato della regia e Neal Purvis, Robert Wade e John Logan della sceneggiatura. Il film, intitolato Skyfall, fu presentato nel Regno Unito il 26 ottobre 2012. La pellicola diventò il più grosso incasso di sempre della serie: globalmente Skyfall guadagnò 1.108.561.013 $, classificandosi al 14º posto dei film con il maggiore incasso di sempre della storia, più di cinque volte il budget iniziale. Anche la critica lodò la pellicola, definendolo uno dei migliori film di sempre della saga. Ottenne inoltre 5 nomination ai Premi Oscar vincendone 2, miglior colonna sonora per la canzone omonima e miglior montaggio.
Craig, firmò un contratto per quattro film, l'ultimo dei quali, Spectre, venne annunciato nel marzo del 2013, ma senza la conferma di Sam Mendes alla regia. Successivamente, nei primi mesi del 2014, Mendes accettò di tornare dietro la macchina da presa per girare il film, che nel novembre seguente vide l'ufficializzazione del cast con Léa Seydoux e Monica Bellucci nel ruolo delle Bond girl, e Christoph Waltz in quello del villain di turno, che tornò ad essere Ernst Stavro Blofeld (l'ultima apparizione del personaggio risaliva al 1971 con Una cascata di diamanti); la pellicola è uscita in Inghilterra il 26 ottobre 2015, mentre nel resto del mondo tra il 5 e il 6 novembre seguente. Nonostante gli ottimi incassi internazionali, circa 880 milioni di dollari a fronte di una spesa di 250, questo capitolo non ottenne critiche positive quanto i precedenti, in particolar modo a causa dell'eccessiva lentezza delle sue scene d'azione, venendo duramente stroncato soprattutto dalla stampa statunitense, con la rivista Forbes che arrivò a definire Spectre il "peggior film di 007 degli ultimi trent'anni".
Nell'ottobre del 2015, poco prima dell'uscita di Spectre, Craig rivelò di volere abbandonare il personaggio di Bond, chiarendo inoltre che se avesse interpretato il ruolo per una quinta volta, lo avrebbe fatto unicamente per denaro, anche a causa delle numerose perplessità espresse dalla critica verso quest'ultima sua interpretazione. Nonostante ciò, nel marzo del 2016 la produttrice Barbara Broccoli ufficializzò il via alla pre-produzione del sequel di Spectre, annunciando di voler convincere Craig a riprendere il ruolo. Il 19 maggio 2016 venne reso noto che Craig avrebbe rifiutato l'offerta di 100 milioni di dollari per la produzione di altri due film; a seguito di ciò sui media italiani cominciarono a circolare le prime indiscrezioni sul successore di Craig, tra cui spuntarono i volti di Tom Hiddleston, Hugh Jackman e Idris Elba. Qualche mese dopo, alcuni giornali riportarono che la produzione aveva aumentato l'offerta a Craig, raggiungendo la cifra record di 150 milioni di dollari per altri due film: la situazione rimase in stallo per tutto il 2016, fin quando il 5 aprile 2017 venne annunciato che Craig, dopo un lungo colloquio con Barbara Broccoli, acconsentì a riprendere il ruolo.
Il 25 luglio 2017 attraverso la pagina Facebook ufficiale del franchise fu annunciato che Neal Purvis e Robert Wade avrebbero scritto la sceneggiatura del 25º capitolo di James Bond, dal titolo No Time to Die, con una data di uscita collocata all'8 novembre 2019. Il 20 settembre 2018 fu annunciato che il film sarebbe stato diretto da Cary Fukunaga, con l'uscita posticipata dapprima al febbraio 2020 e poi al 12 novembre 2020 a seguito della pandemia di COVID-19.
Il 2 ottobre 2020, a causa del perdurare dello stato di incertezza legato alla pandemia, al fine di assicurare un buon successo commerciale del film, la pellicola è stata rinviata in un primo tempo al 2 aprile 2021 per poi essere nuovamente fatta slittare al 28 settembre, con una prima mondiale prevista alla Royal Albert Hall di Londra.

### 2022-oggi: l'era Amazon
Nel 2022, con l'acquisto di MGM da parte di Amazon, anche EON Productions fu tra le varie proprietà incluse nel pacchetto. Nel febbraio 2025 Amazon MGM Studios acquisì il controllo creativo del franchise di 007. Contestualmente i produttori di lunga data Barbara Broccoli e Michael G. Wilson, pur rimanendo comproprietari, si ritirarono dalla produzione di futuri film della serie; il mese seguente, David Heyman e Amy Pascal subentrarono nei ruoli di direttori creativi e produttori del franchise cinematografico. Il successivo 2 aprile, al CinemaCon di Las Vegas viene ufficializzata la produzione del 26° film della serie. Il 26 giugno viene annunciato che Denis Villeneuve dirigerà il nuovo film della serie. Il 31 luglio viene annunciato che Steven Knight avrebbe scritto la sceneggiatura del film.

## Interpreti
James Bond ha avuto sul grande schermo i volti di sei attori nel ciclo ufficiale (tutti britannici, con l'eccezione dell'australiano Lazenby e dell'irlandese Brosnan).
- Sean Connery: sei volte; interpretò il personaggio di Fleming nei primi cinque film, tornando dopo l'unica apparizione di George Lazenby. Dodici anni dopo tornò a vestire i panni dell'agente segreto in Mai dire Mai, pellicola non appartenente alla serie ufficiale.
- George Lazenby: una volta; il secondo 007, fu il protagonista di Agente 007 - Al servizio segreto di Sua Maestà.
- Roger Moore: sette volte; è l'attore che ha interpretato più volte il ruolo, dal 1973 al 1985.
- Timothy Dalton: due volte; nel 1987 e nel 1989.
- Pierce Brosnan: quattro volte; dal 1995 al 2002.
- Daniel Craig: cinque volte; dal 2006 al 2021.

## Altri interpreti
A parte gli interpreti dello stesso ruolo – cioè di personaggi fissi alleati di Bond, come M, Q, Miss Moneypenny, il Ministro della Difesa, ecc. – gli attori apparsi in più film della serie sono molto pochi.
Il primo caso, in ordine cronologico, riguarda Eunice Gayson che intrepreta Sylvia Trench, una delle tante amanti di Bond, nel primo e nel secondo film. Come lei anche Anthony Dawson, che è dapprima il professor Dent in Licenza di uccidere, e poi il "Numero 1" della SPECTRE, Ernst Stavro Blofeld, in A 007, dalla Russia con amore e Thunderball (Operazione tuono) – in entrambi i casi senza essere inquadrato in volto.
Martine Beswick, in A 007, dalla Russia con amore, è Zora, una delle due zingare che combattono nell'accampamento visitato da Bond, e in Thunderball (Operazione tuono) è Paula Caplan, agente dell'MI6 a Nassau, che aiuta 007 e si toglie la vita quando viene catturata. Sempre in A 007, dalla Russia con amore l'attore Walter Gotell vi appare come Morzeny, il tirapiedi della SPECTRE che addestra Grant, salvo poi indossare la divisa del generale sovietico Anatol Gogol sei volte, da La spia che mi amava fino a Zona pericolo.
Charles Gray, in Si vive solo due volte è Henderson, contatto di Bond in Giappone, pugnalato alla schiena attraverso la parete di carta, mentre in Una cascata di diamanti è il nemico Ernst Stavro Blofeld, il capo della SPECTRE.
L'attrice svedese Maud Adams, nel 1974 è Andrea Anders in Agente 007 - L'uomo dalla pistola d'oro, nel 1983 è l'eponima protagonista in Octopussy - Operazione piovra, e infine nel 1985 appare in un cameo in 007 - Bersaglio mobile.
Robert Brown, in La spia che mi amava è l'ammiraglio Hargreaves, mentre dal successivo Octopussy - Operazione piovra e fino a 007 - Vendetta privata, sarà M.
L'attore americano Joe Don Baker, che in Zona pericolo interpreta il mercante d'armi Brad Whitaker, per poi essere l'agente CIA Jack Wade in GoldenEye e ne Il domani non muore mai. Sempre in GoldenEye troviamo anche Robbie Coltrane nel ruolo di Valentin Zukovsky, ex agente del KGB ora impegnato in traffici vari, che torna poi ne Il mondo non basta.
Giancarlo Giannini, è l'interprete dell'agente René Mathis nei primi due titoli con Daniel Craig, Casino Royale e Quantum of Solace.

## I registi
Nel corso della serie si sono alternati dodici registi: sette britannici (Young, Hamilton, Gilbert, Hunt, Glen, Apted e Mendes), due neozelandesi (Campbell e Tamahori), uno canadese (Spottiswoode), uno statunitense (Fukunaga) e uno tedesco (Forster). Quattro di essi hanno diretto ben 15 pellicole; ciò testimonia quanto la famiglia Broccoli tenda a lavorare sempre con la stessa équipe:
- Terence Young: 3 volte; il 1º, 2º e 4º film della serie. Ha diretto Sean Connery (3) nel ruolo di Bond.
- Guy Hamilton: 4 volte; il 3º, 7º, 8º e 9º film della serie. Ha diretto Sean Connery (2) e Roger Moore (2) nel ruolo di Bond.
- Lewis Gilbert: 3 volte; il 5º, 10º e 11º film della serie. Ha diretto Sean Connery (1) e Roger Moore (2) nel ruolo di Bond.
- Peter Hunt: 1 volta; il 6º film della serie. Ha diretto George Lazenby (1) nel ruolo di Bond. Anche quattro volte montatore e una volta regista della seconda unità.
- John Glen: 5 volte; il 12º, 13º, 14º, 15º e 16º film della serie. Ha diretto Roger Moore (3) e Timothy Dalton (2) nel ruolo di Bond. Anche tre volte montatore e tre volte regista della seconda unità.
- Martin Campbell: 2 volte; il 17º e il 21º film della serie. Ha diretto Pierce Brosnan (1) e Daniel Craig (1) nel ruolo di Bond.
- Roger Spottiswoode: 1 volta; il 18º film della serie. Ha diretto Pierce Brosnan (1) nel ruolo di Bond.
- Michael Apted: 1 volta; il 19º film della serie. Ha diretto Pierce Brosnan (1) nel ruolo di Bond.
- Lee Tamahori: 1 volta; il 20º film della serie. Ha diretto Pierce Brosnan (1) nel ruolo di Bond.
- Marc Forster: 1 volta; il 22º film della serie. Ha diretto Daniel Craig (1) nel ruolo di Bond.
- Sam Mendes: 2 volte; il 23º e il 24º film della serie. Ha diretto Daniel Craig (2) nel ruolo di Bond.
- Cary Fukunaga: 1 volta; il 25º film della serie. Ha diretto Daniel Craig (1) nel ruolo di Bond.

## Filmografia

### Serie ufficiale
| No. | Titolo italiano                                | Titolo originale                | Anno | James Bond     | Regista            |
| --- | ---------------------------------------------- | ------------------------------- | ---- | -------------- | ------------------ |
| 1   | Agente 007 - Licenza di uccidere               | Dr. No                          | 1962 | Sean Connery   | Terence Young      |
| 2   | A 007, dalla Russia con amore                  | From Russia with Love           | 1963 | Sean Connery   | Terence Young      |
| 3   | Agente 007 - Missione Goldfinger               | Goldfinger                      | 1964 | Sean Connery   | Guy Hamilton       |
| 4   | Agente 007 - Thunderball (Operazione tuono)    | Thunderball                     | 1965 | Sean Connery   | Terence Young      |
| 5   | Agente 007 - Si vive solo due volte            | You Only Live Twice             | 1967 | Sean Connery   | Lewis Gilbert      |
| 6   | Agente 007 - Al servizio segreto di Sua Maestà | On Her Majesty's Secret Service | 1969 | George Lazenby | Peter R. Hunt      |
| 7   | Agente 007 - Una cascata di diamanti           | Diamonds Are Forever            | 1971 | Sean Connery   | Guy Hamilton       |
| 8   | Agente 007 - Vivi e lascia morire              | Live and Let Die                | 1973 | Roger Moore    | Guy Hamilton       |
| 9   | Agente 007 - L'uomo dalla pistola d'oro        | The Man with the Golden Gun     | 1974 | Roger Moore    | Guy Hamilton       |
| 10  | La spia che mi amava                           | The Spy Who Loved Me            | 1977 | Roger Moore    | Lewis Gilbert      |
| 11  | Moonraker - Operazione spazio                  | Moonraker                       | 1979 | Roger Moore    | Lewis Gilbert      |
| 12  | Solo per i tuoi occhi                          | For Your Eyes Only              | 1981 | Roger Moore    | John Glen          |
| 13  | Octopussy - Operazione piovra                  | Octopussy                       | 1983 | Roger Moore    | John Glen          |
| 14  | 007 - Bersaglio mobile                         | A View to a Kill                | 1985 | Roger Moore    | John Glen          |
| 15  | 007 - Zona pericolo                            | The Living Daylights            | 1987 | Timothy Dalton | John Glen          |
| 16  | 007 - Vendetta privata                         | Licence to Kill                 | 1989 | Timothy Dalton | John Glen          |
| 17  | GoldenEye                                      | GoldenEye                       | 1995 | Pierce Brosnan | Martin Campbell    |
| 18  | Il domani non muore mai                        | Tomorrow Never Dies             | 1997 | Pierce Brosnan | Roger Spottiswoode |
| 19  | Il mondo non basta                             | The World Is Not Enough         | 1999 | Pierce Brosnan | Michael Apted      |
| 20  | La morte può attendere                         | Die Another Day                 | 2002 | Pierce Brosnan | Lee Tamahori       |
| 21  | Casino Royale                                  | Casino Royale                   | 2006 | Daniel Craig   | Martin Campbell    |
| 22  | Quantum of Solace                              | Quantum of Solace               | 2008 | Daniel Craig   | Marc Forster       |
| 23  | Skyfall                                        | Skyfall                         | 2012 | Daniel Craig   | Sam Mendes         |
| 24  | Spectre                                        | Spectre                         | 2015 | Daniel Craig   | Sam Mendes         |
| 25  | No Time to Die                                 | No Time to Die                  | 2021 | Daniel Craig   | Cary Fukunaga      |
| 26  |                                                |                                 |      |                | Denis Villeneuve   |

### Happy and Glorious
Nel 2012, oltre a Skyfall, Daniel Craig ha interpretato 007 in un cortometraggio di sei minuti intitolato Happy and Glorious, realizzato dalla BBC e diretto da Danny Boyle, inserito all'interno della cerimonia di apertura dei Giochi della XXX Olimpiade di Londra. Nel corto, Bond si reca a Buckingham Palace per prelevare la regina Elisabetta II del Regno Unito – la quale appare nei panni di sé stessa – e scortarla in elicottero all'Olympic Stadium per l'apertura ufficiale dei Giochi.

### Film apocrifi
Non tutti i film che hanno avuto James Bond come protagonista sono stati prodotti dalla EON Productions della famiglia Broccoli, e quelli al di fuori di questa categoria sono considerati in qualche modo "apocrifi" rispetto ai film "ufficiali", che vorrebbero in teoria narrare una continuity coerente.
Tra quelle non ufficiali si segnalano tre pellicole: Casino Royale del 1954, episodio appartenente alla serie antologica Climax!, prima trasposizione assoluta del personaggio di Bond, con Barry Nelson; James Bond 007 - Casino Royale del 1967, film parodia con Peter Sellers e David Niven nei panni di Bond; e Mai dire mai del 1983, remake di Agente 007 - Thunderball (Operazione tuono) realizzato dopo lunghe e complesse vicende legali e che vide Sean Connery nuovamente nel ruolo che aveva interpretato l'ultima volta dodici anni prima.
| Titolo italiano                | Titolo originale      | Anno | James Bond   | Incasso al botteghino ($) |
| ------------------------------ | --------------------- | ---- | ------------ | ------------------------- |
| -                              | Casino Royale         | 1954 | Barry Nelson |                           |
| James Bond 007 - Casino Royale | Casino Royale         | 1967 | David Niven  | 12.000.000                |
| Mai dire mai                   | Never Say Never Again | 1983 | Sean Connery | 160.000.000               |

## Espedienti narrativi

### La sequenza di apertura
Tratto comune a quasi tutti i film di 007 è la scena di apertura, la cosiddetta sequenza gunbarrel: si vede un'insolita inquadratura dall'interno della canna di una pistola che punta verso James Bond, e appena il mirino è al centro, 007 spara, lasciando colare sangue, il tutto accompagnato dalla colonna sonora. Sean Connery e George Lazenby sono gli unici attori interpreti di James Bond che in questa sequenza indossano il cappello.
Con i film di Daniel Craig la sequenza ha subito dei cambiamenti. In Casino Royale non apre più il film ma è posticipata all'inizio dei titoli di testa, dopo il classico prologo; inoltre, per la prima e fin qui unica volta, la sequenza è contestualizzata all'interno delle vicende della trama, inserita come epilogo di un lungo combattimento corpo a corpo. Nei successivi due capitoli la sequenza ritorna al suo classico schema ma viene spostata al termine dei film, subito prima dei titoli di coda, mentre in Spectre e No Time to Die essa riacquista la propria collocazione originaria in apertura del film.

## Riconoscimenti

### Premi Oscar
I membri dell'Academy non hanno mai mostrato particolare attenzione per i film di James Bond, che dal 1962 a oggi si sono complessivamente aggiudicati sei sole statuette, per di più in categorie considerate "minori". A metà degli anni 1960, Agente 007 - Missione Goldfinger nel 1965 si aggiudicò il premio per i migliori effetti sonori, mentre Agente 007 - Thunderball (Operazione tuono) vinse nell'edizione successiva con i migliori effetti speciali. Dopo un digiuno di quasi cinquant'anni Skyfall nel 2013 ha riportato la saga a vincere due statuette, trionfando con la migliore canzone e con il miglior montaggio sonoro. Nel 2016 con Spectre, e nel 2022 con No Time to Die, la serie ha fatto nuovamente suo l'Oscar alla migliore canzone.

## Doppiatori italiani
Quanto ai doppiatori italiani, il James Bond interpretato, nei primi film, da Connery, Lazenby e Moore, fu doppiato sempre da Pino Locchi. Il Bond di Timothy Dalton ebbe invece la voce italiana di Michele Gammino, mentre quello impersonato da Brosnan è stato doppiato da Luca Ward. Francesco Prando è la voce dell'ultimo James Bond, Daniel Craig.

## Loghi

Logo usato dal 1962 al 1989
Logo in uso dal 1995